# Was wären wir ohne Belmonte
Was wären wir ohne Belmonte ist eine erstmals 1955 veröffentlichte Erzählung von Martin Walser.

## Inhalt
Der Erzähler blickt zurück auf seine Jahre als hoffnungsvoller junger Pianist. Dem Agenten Belmonte gelingt es aber nicht, ihm Angebote zu vermitteln. Eines Tages arrangiert er offenbar dennoch ein Konzert und der Erzähler ist über den sich bereits frühzeitig füllenden Saal erfreut. Plötzlich tritt aber der Agent auf die Bühne und verkündet, dass keine Darbietung im traditionellen Sinn, sondern ein Wettbewerb stattfinden soll, an dem alle anwesenden Musiker teilnehmen dürfen. Es zeigt sich aber, dass alle Anwesenden Pianisten sind, sodass sie keinen Außenstehenden von ihrem Talent überzeugen und ein Engagement erlangen können.
Kurz darauf nimmt Belmonte eine Stelle als Empfangschef in einem großen Hotel an und vermittelt seinen ehemaligen Klienten sowie andere Nachwuchsmusiker als Portiers dorthin. Sie sind ihm äußerst dankbar und ertragen geduldig die Demütigungen, die ihnen Gäste und andere Angestellte zufügen. Im Lauf der Zeit nehmen die jungen Männer ein derart devotes Verhalten an, dass der Erzähler sie voller Stolz mit dressierten Hunden vergleicht. Ihren Schlafplatz haben sie gemeinsam auf dem Dachboden des Hotels, wo die Betten im Kreis um das Belmontes stehen, den sie zutiefst verehren. Der Erzähler ist überzeugt, dass sein ehemaliger Agent ihnen irgendwann Konzertangebote vermitteln wird, und meint, dass ihre dressierte Persönlichkeit bei der künftigen Karriere hilfreich sein werde. Die Geschichte endet mit der rhetorischen Frage: „Was wären wir ohne Belmonte...?“.

## Veröffentlichungen
Das Werk war Teil des Erzählbandes Ein Flugzeug über dem Haus, der erstmals 1955 im Suhrkamp Verlag erschien. Volk und Welt gab die Geschichte im Rahmen der Reihe Erkundungen auch in der DDR heraus. Außerdem entstand 1966 an der Hochschule für Grafik und Buchkunst Leipzig eine von Theo Hesselbarth illustrierte Fassung.